# Éparchie du Canada
L'éparchie du Canada (en serbe cyrillique : Епархија канадска ; en serbe latin : Eparhija kanadska) est une éparchie, c'est-à-dire une circonscription de l'Église orthodoxe serbe. Elle a son siège à Milton en Ontario et, en 2016, elle est directement administrée par le patriarche de Serbie Irénée.

## Histoire
L'éparchie du Canada a été créée en 1983 par le synode de l'Église orthodoxe serbe, à l'initiative de l'évêque de l'éparchie d'Amérique de l'est Hristofor.

## Organisation territoriale

### Provinces de l'Atlantique
- Halifax : église Saint-Basile-d'Ostrog
- Grand Moncton : communauté serbe

### Québec
- Westmount : église de la Sainte-Trinité[3]
- Deauville : paroisse Saint-Siméon-le-Myroblyte

### Ontario

#### Sud de l'Ontario
- Ottawa : église Saint-Étienne[4]

#### Grand Toronto
- Whitby : église Saint-Arsenije-de-Syrmie[5]
- Toronto
  - église Saint-Sava
  - Serbian Heritage Academy of Canada[6]
  - mission Saint-Luc[7]
- Mississauga
  - église du Synaxe-de-Tous-les-Saints-Serbes de Mississauga
  - Chœur de l'Église orthodoxe serbe Saint-Sava[8]
- Richmond Hill : paroisse Saint-Gabriel[9]
- Brampton : paroisse de la Dormition-de-la-Mère-de-Dieu
- Oakville : église Saint-Pierre-et-Saint-Paul
- Campbellville (Milton)
  - siège de l'éparchie du Canada
  - monastère de Milton (monastère de la Transfiguration)
  - cimetière serbe

#### Centre de l'Ontario
- Barrie : communauté serbe
- Belleville : communauté serbe
- Orillia : communauté serbe
- Peterborough : communauté serbe

#### Péninsule du Niagara
- Hamilton
  - cathédrale Saint-Nicolas
  - église Saint-Nicolas[10]
- Glanbrook (Binbrook) : centre orthodoxe serbe Sainte Trinité
- Niagara Falls
  - paroisse Saint-Élie
  - paroisse Saint-Georges
  - église Saint-Michel

#### Sud-ouest de l'Ontario
- Kitchener : église de la Sainte-Trinité
- Waterloo : église Saint-Georges
- Guelph : paroisse Saint-Cyrille et Saint-Méthode
- London : église Saint-Sava
- Sarnia : communauté serbe
- Windsor
  - église de la Dormition-de-la-Mère-de-Dieu
  - église Saint-Dimitri
- Lakeshore : paroisse de la Sainte-Parascève

#### Nord de l'Ontario
- Geraldton : chapelle
- Sudbury : église Saint-Pierre-et-Saint-Paul
- Thunder Bay : église Saint-Georges

### Ouest canadien

#### Manitoba
- Winnipeg
  - Centre culturel Kolo
  - paroisse Saint Sava

#### Saskatchewan
- Regina : église de la Sainte-Trinité
- Saskatoon : paroisse de la Sainte-Parascève
- North Battleford : communauté serbe

#### Alberta
- Calgary : église Saint-Siméon-le-Myroblyte[11]
- Edmonton : église Saint-Sava
- Lethbridge : paroisse Saint-Sava

#### Colombie-Britannique
- Vancouver : paroisse Saint-Sava
- Burnaby : église Saint-Michel
- Kelowna : paroisse Saint-Élie
- Victoria : communauté serbe